# Puerto Rico International 2013
Die Puerto Rico International 2013 im Badminton fanden vom 5. bis zum 8. Dezember 2013 in San Juan statt.

## Sieger und Platzierte
| Disziplin    | Gold                                  | Silber                                   | Bronze                           |
| ------------ | ------------------------------------- | ---------------------------------------- | -------------------------------- |
| Herreneinzel | Brice Leverdez                        | Daniel Paiola                            | Misha Zilberman                  |
| Herreneinzel | Brice Leverdez                        | Daniel Paiola                            | Alex Tjong                       |
| Dameneinzel  | Lohaynny Vicente                      | Aleksandra Wałaszek                      | Fabiana Silva                    |
| Dameneinzel  | Lohaynny Vicente                      | Aleksandra Wałaszek                      | Maja Tvrdy                       |
| Herrendoppel | Lucas Corvée Brice Leverdez           | Laurent Constantin Matthieu Lo Ying Ping | Mathew Fogarty Bjorn Seguin      |
| Herrendoppel | Lucas Corvée Brice Leverdez           | Laurent Constantin Matthieu Lo Ying Ping | Leonardo Alkimin Luíz dos Santos |
| Damendoppel  | Paula Pereira Lohaynny Vicente        | Ana Paula Campos Yasmin Cury             | -                                |
| Mixed        | Robert Mateusiak Agnieszka Wojtkowska | Laurent Constantin Laura Choinet         | Hugo Arthuso Fabiana Silva       |
| Mixed        | Robert Mateusiak Agnieszka Wojtkowska | Laurent Constantin Laura Choinet         | Daniel Paiola Paula Pereira      |